# 西摩 (伊利諾伊州)
西摩（英語：Seymour）是位於美國伊利諾伊州尚佩恩縣的一個人口普查指定地區。

## 地理
西摩的座標為40°06′25″N 88°25′36″W / 40.10694°N 88.42667°W，而該地最高點為海拔高度213米（即699英尺）。

## 人口
根據2010年美國人口普查的數據，西摩的面積為0.23平方千米，當中陸地面積為0.23平方千米，而水域面積為0.00平方千米。當地共有人口303人，而人口密度為每平方千米1,317.39人。